# Марусин, Юрий Михайлович
Ю́рий Миха́йлович Мару́син (8 декабря 1945, Кизел, Пермская область — 27 июля 2022, Санкт-Петербург) — советский и российский оперный певец (тенор), солист Мариинского театра.
Народный артист РСФСР (1983). Лауреат Государственной премии СССР (1985), профессор Санкт-Петербургской консерватории.

## Биография
Родился 8 декабря 1945 года в городе Кизел (Пермская область), работал на шахте, служил в армии.
В 1975 году окончил ЛГК имени Н. А. Римского-Корсакова (класс профессора Е. Г. Ольховского). В 1977—1978 годах стажировался в «Ла Скала» (Милан).
Солист Мариинского театра с 1980 года.
Скончался 27 июля 2022 года.

## Творчество
В репертуаре певца в Мариинском театре:
- «Руслан и Людмила» М. И. Глинки — Финн, Баян
- «Борис Годунов» М. П. Мусоргского — Самозванец
- «Хованщина» М. П. Мусоргского — Голицын, Андрей Хованский
- «Евгений Онегин» П. И. Чайковского — Ленский
- «Мазепа» П. И. Чайковского — Андрей
- «Игрок» С. С. Прокофьева — Алексей
- «Лючия ди Ламмермур» Г. Доницетти — Эдгар
- «Мадам Баттерфлай» Дж. Пуччини — Пинкертон
- «Плащ» Дж. Пуччини — Луиджи
- «Джанни Скикки» Дж. Пуччини — Ринуччо
- «Манон Леско» Дж. Пуччини — Де Гриё
- «Кармен» Ж. Бизе — Хозе
- «Катерина Измайлова» Д. Д. Шостаковича — Сергей
- «Садко» Н. А. Римского-Корсакова — Садко
- «Пиковая дама» П. И. Чайковского — Герман
- «Травиата» Дж. Верди — Альфред Жермон
- «Сила судьбы» Дж. Верди — Дон Альваро

## Награды и премии
- лауреат Международного конкурса имени Эркеля (1976; Будапешт, Венгрия)
- лауреат Международного конкурса имени Виотти (1976; Верчелли, Италия)
- лауреат конкурса лауреатов Международных конкурсов в Плевне (1978; Болгария)
- заслуженный артист РСФСР (1981)
- Золотая медаль «Верди-Тосканини» и бюст Дж. Верди (1982)
- В 1982 году музыкальным обществом Италии был награжден бюстом Дж. Верди
- народный артист РСФСР (1983)
- Государственная премия СССР (1985) — за исполнение партии Ленского в оперном спектакле «Евгений Онегин» П. И. Чайковского, поставленный на сцене ЛАТОБ имени С. М. Кирова
- премия «Золотой софит» (1996) — за исполнение партии Сергея в опере «Катерина Измайлова» Д. Д. Шостаковича[3]
- орден Почёта (2008)[4]